# Albino (cheval, 1932)
Albino  (né en 1932, mort le 21 octobre 1960) est un cheval bai de race Maremmien, survivant de la campagne italienne en Russie, durant la Seconde Guerre mondiale.

## Histoire
Il est réquisitionné par l'armée italienne encore poulain, puis enrôlé dans le régiment Savoia Cavalleria (3e) avant de passer dans le 2e escadron. Il est confié au sergent-major Giuseppe Fantini. Il participe avec lui à la campagne de Yougoslavie.
De 1941 à 1943, il participe à la campagne de Russie, et notamment à la charge d'Isbuscenskij, où son cavalier meurt, alors qu'Albino est blessé à un œil et à une jambe. Giuseppe Fantini reçoit la Médaille d'argent de la valeur militaire à titre posthume. Albino retourne en Italie, et est vendu à des particuliers.
Lors d'un rassemblement de la Savoia Cavalleria en 1946 à Somma Lombardo, le cheval, reconnu par le colonel Bettoni et le capitaine De Leone, est racheté par le régiment qui en fait sa mascotte. Cas unique parmi les animaux, Albino devient bénéficiaire d'une pension à vie, octroyée par l'État.
Il meurt de vieillesse, le 21 octobre 1960. Son corps embaumé est conservé à une place d'honneur dans le hall d'entrée principal du musée du régiment « Savoia Cavalleria » à Grosseto,. Un texte accompagne son corps embaumé.